# 黃家駿 (光緒進士)
黃家駿（?—?），廣東省廣州府南海縣人，清朝政治人物、進士出身。
光緒二十四年（1898年），参加光緒戊戌科殿試，登進士二甲95名。同年五月，以主事分部学习。